# Église Saint-Martin de Jenzat
L'église Saint-Martin est une église catholique située sur la commune de Jenzat dans le département de l'Allier, en France.

## Description
L'église est une église romane construite aux Xe et XIe siècles et agrandie au XIIe siècle. Elle doit surtout sa réputation à l'intérêt de ses peintures murales du XVe siècle, sur les murs de la nef.
Le clocher est moderne.

## Historique
Saint-Martin de Jenzat était un prieuré dépendant de Souvigny.
L'édifice est classé (à l'exception du clocher moderne) au titre des monuments historiques en 1923.

## Fresques

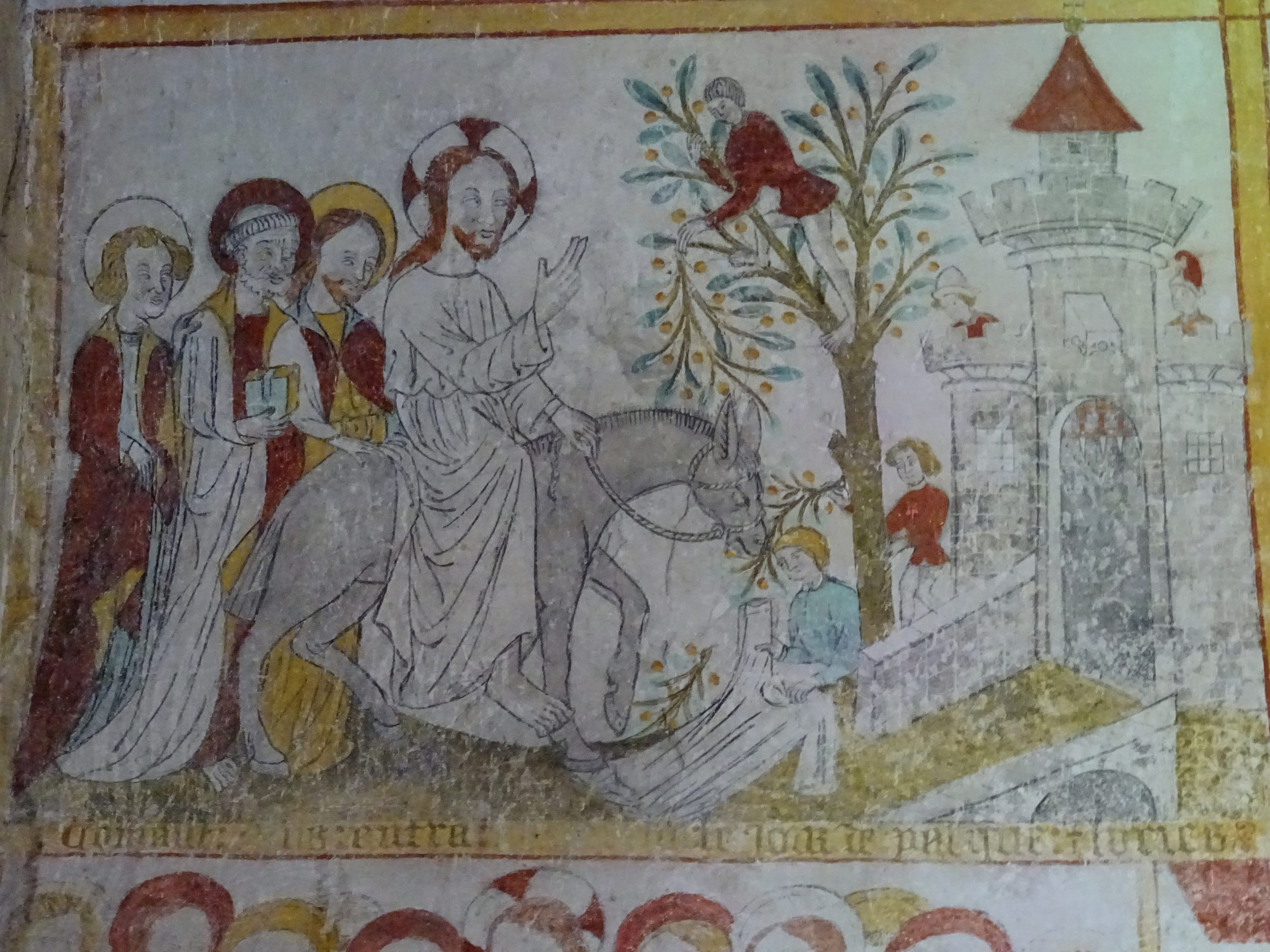
Entrée à Jérusalem.
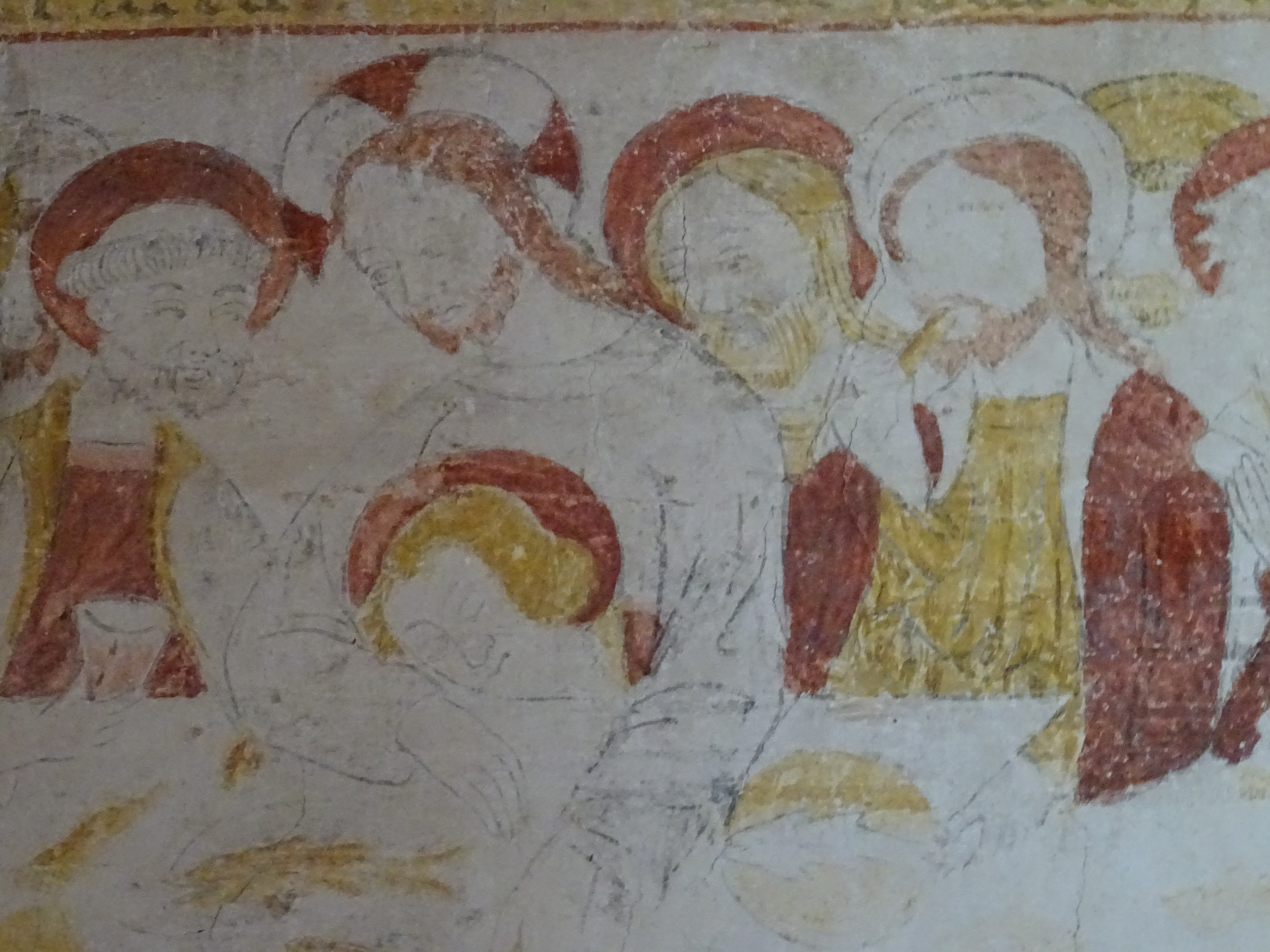
La Cène.
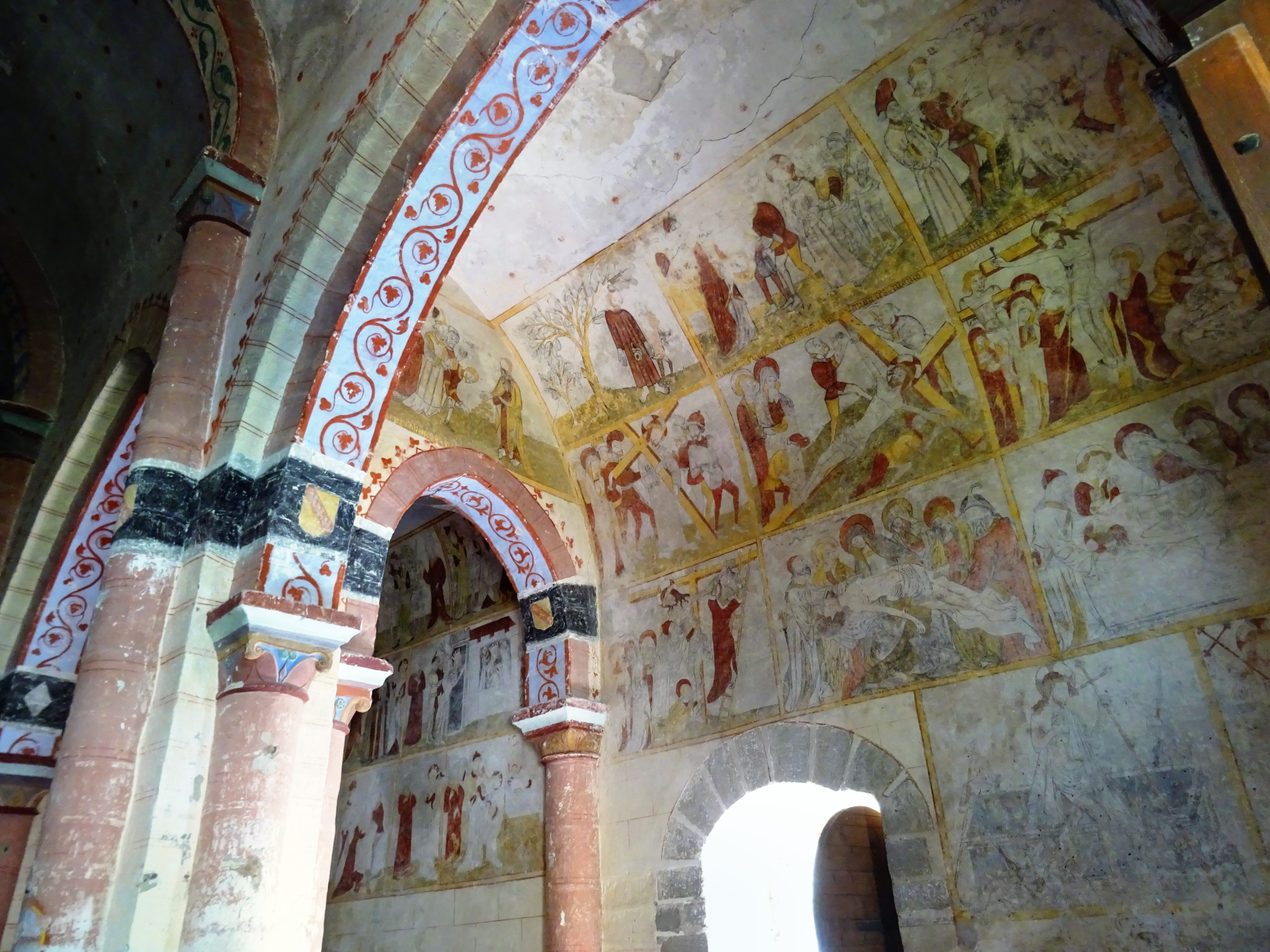
Fresque de la crucifixion.
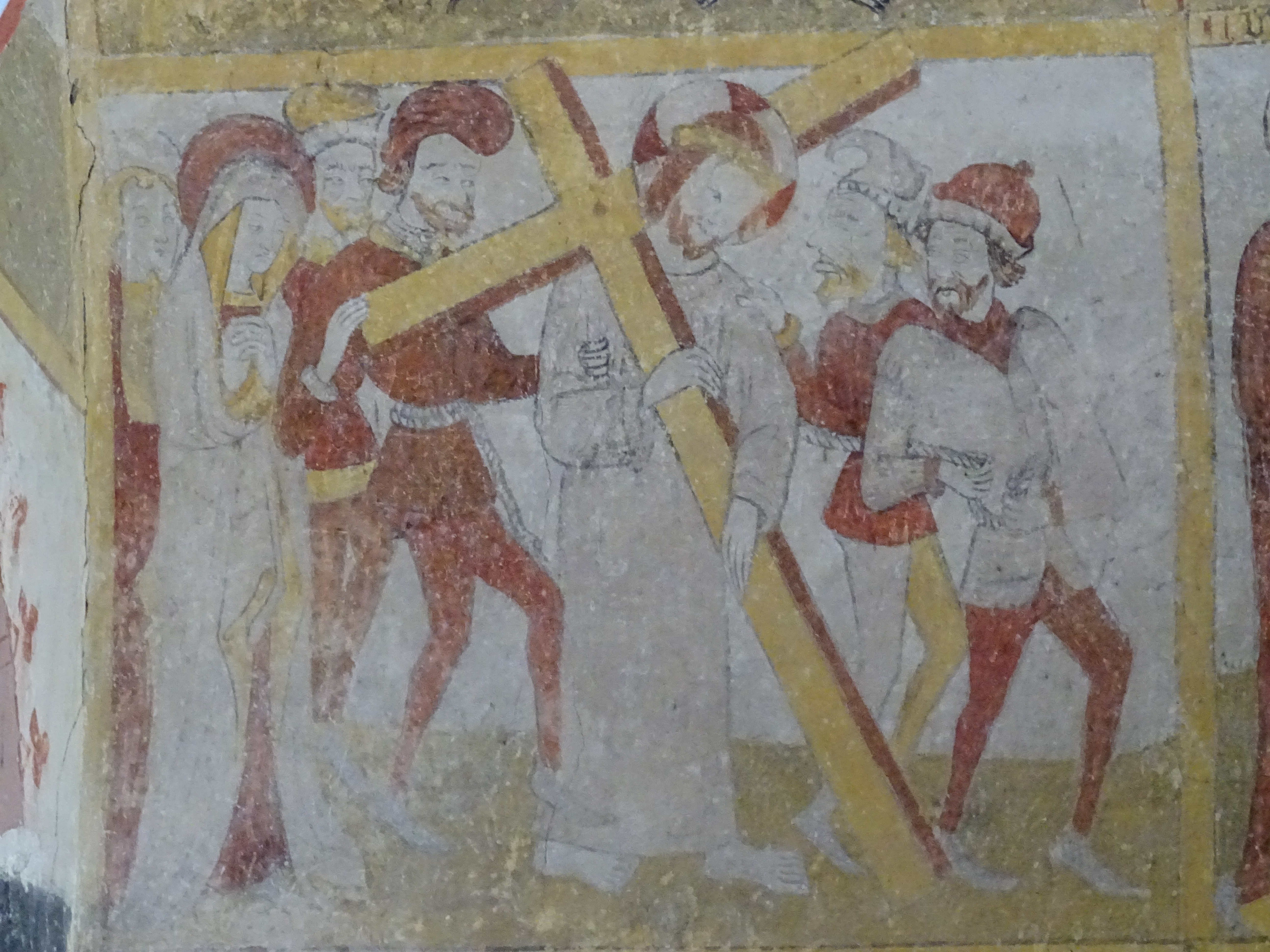
La crucifixion (détail).
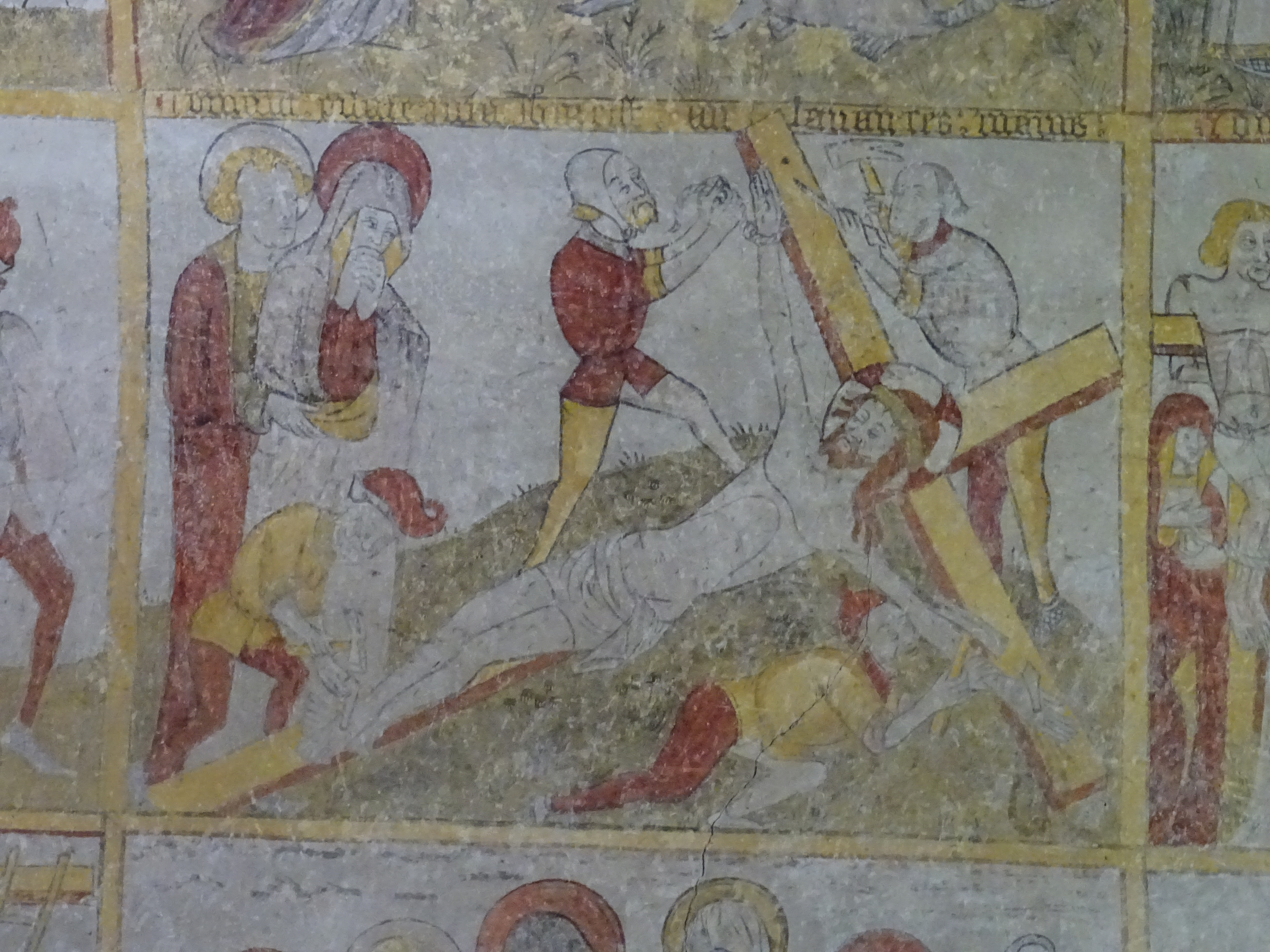
La crucifixion (détail).
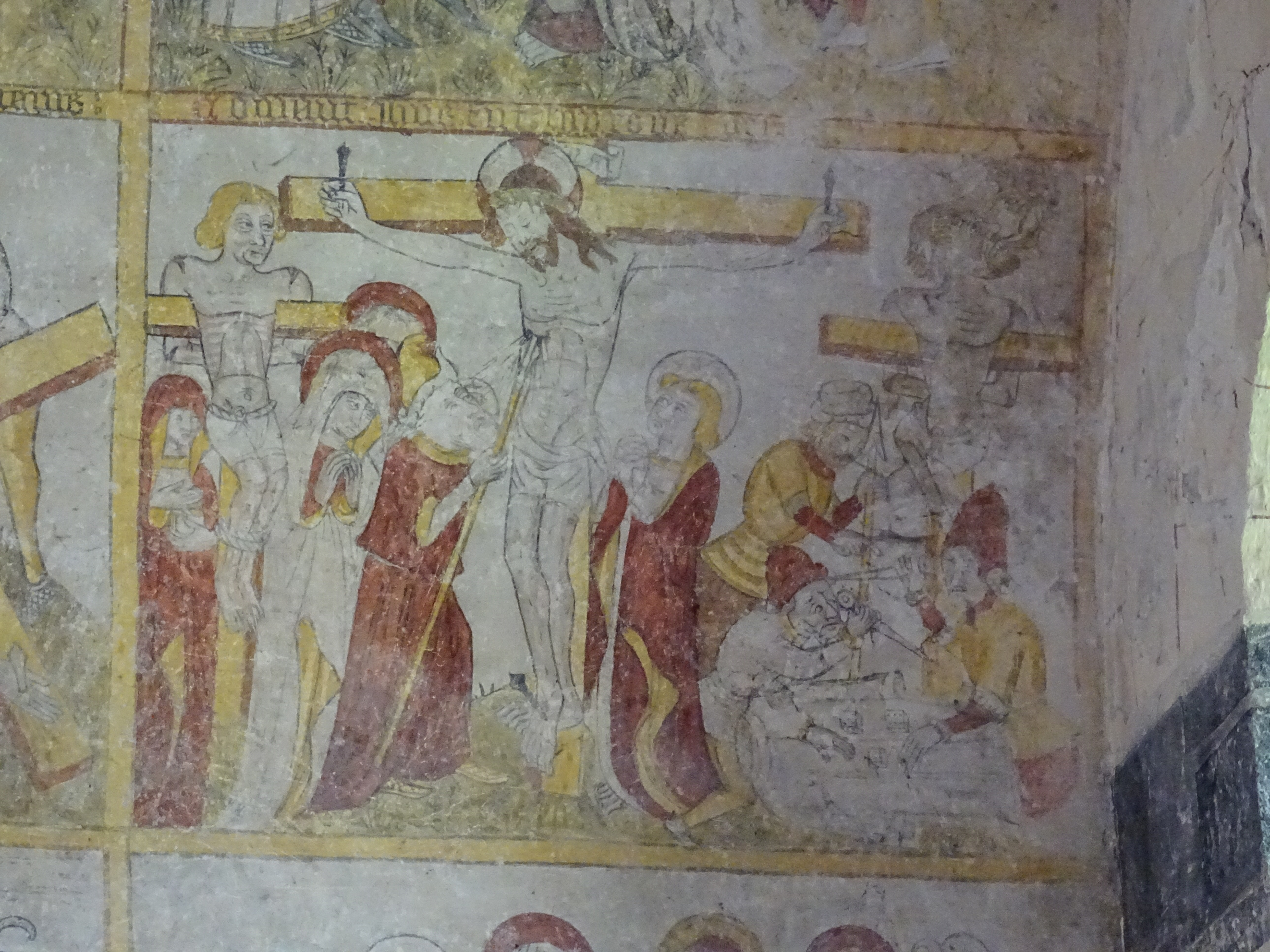
La crucifixion (détail).
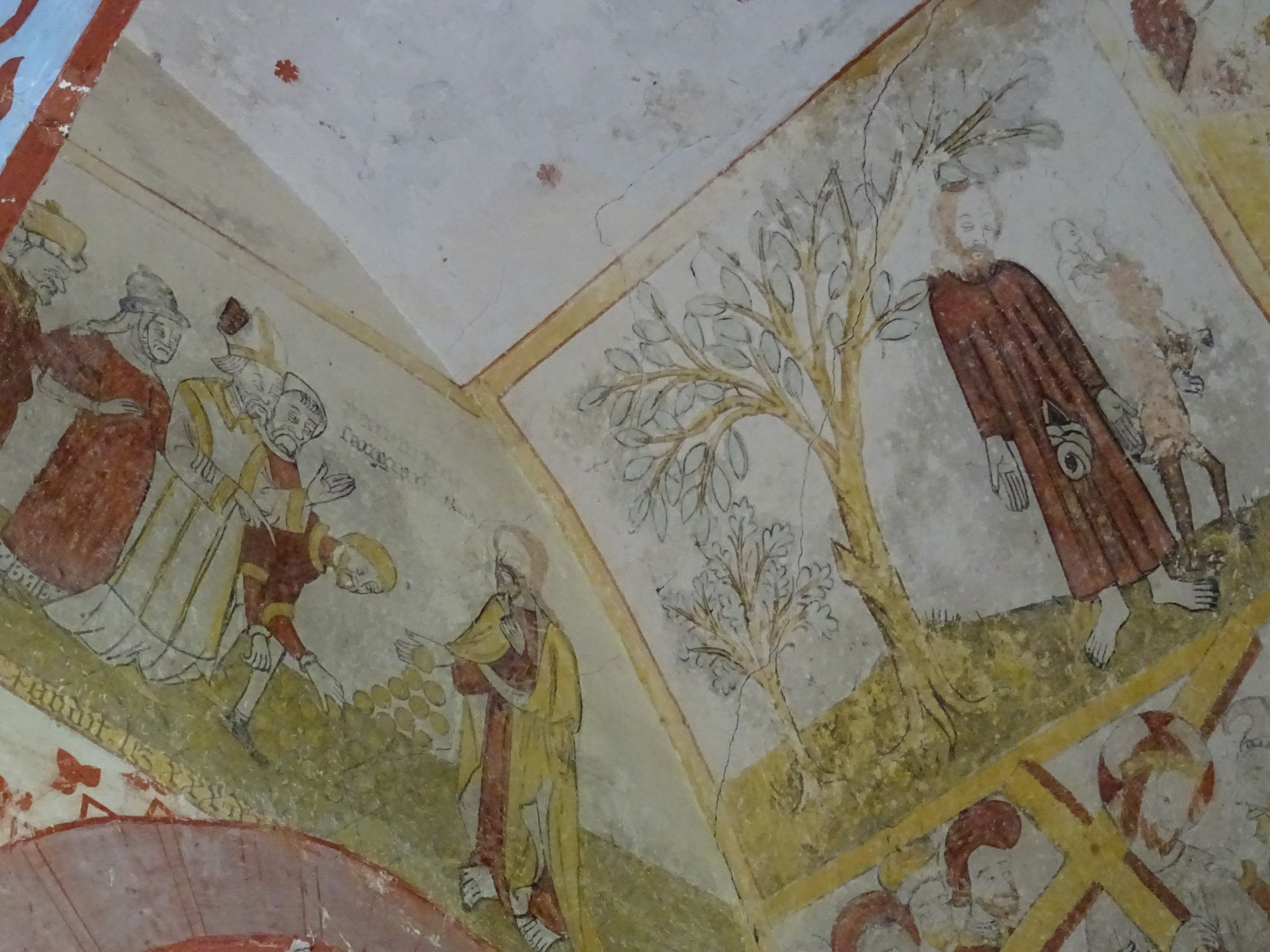
Histoire de Judas.
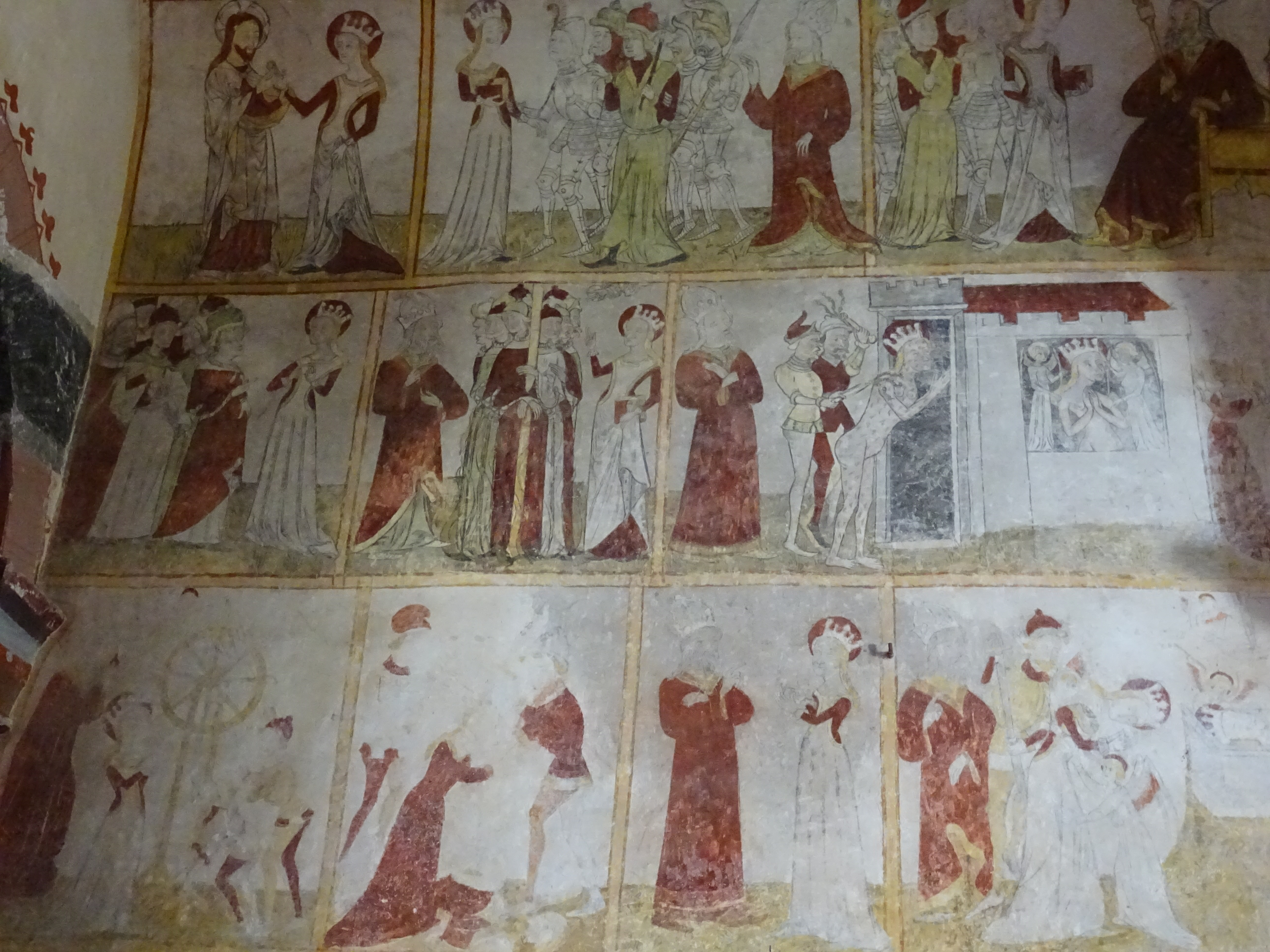
Martyre de sainte Catherine.
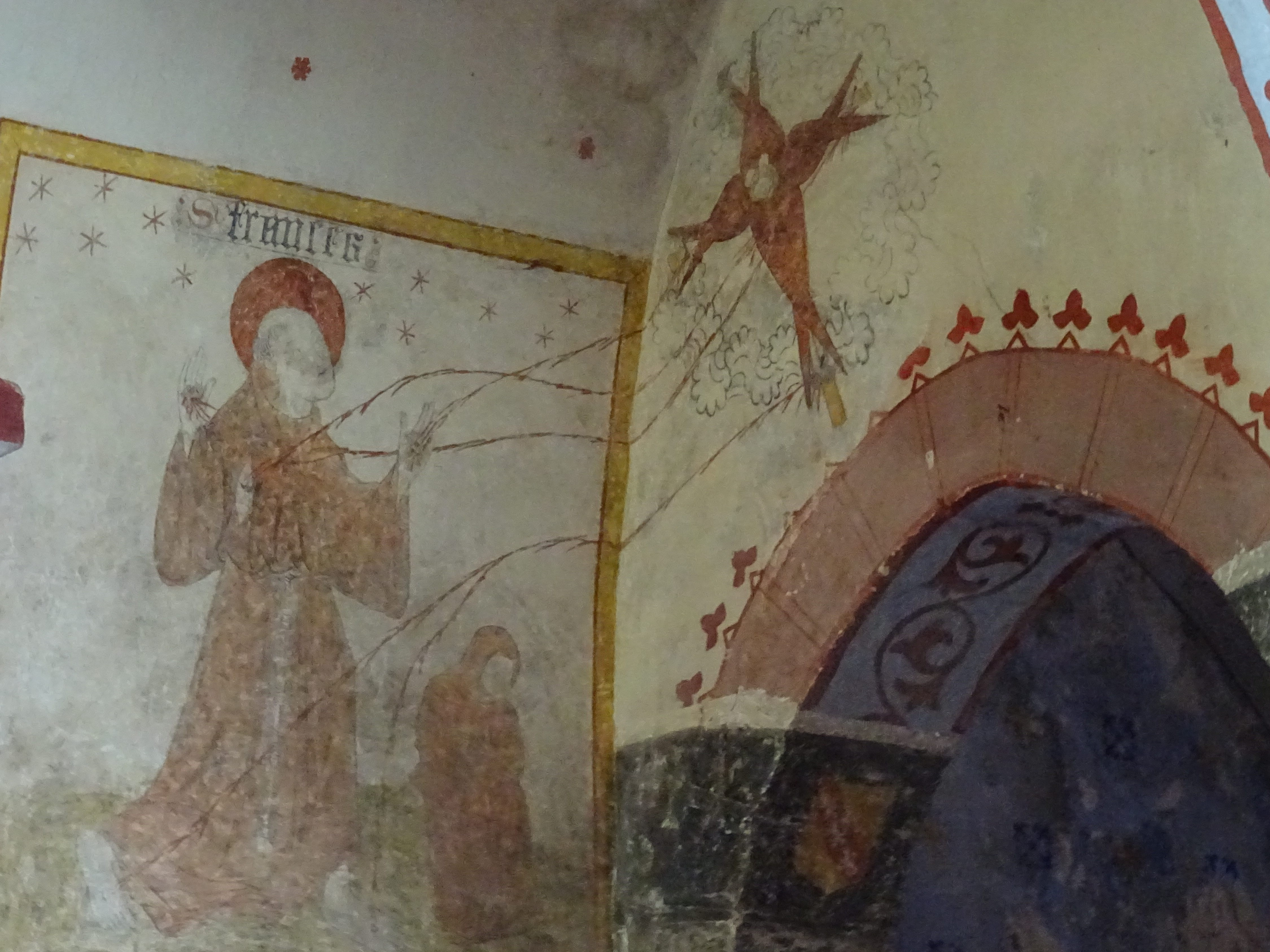
Saint François.
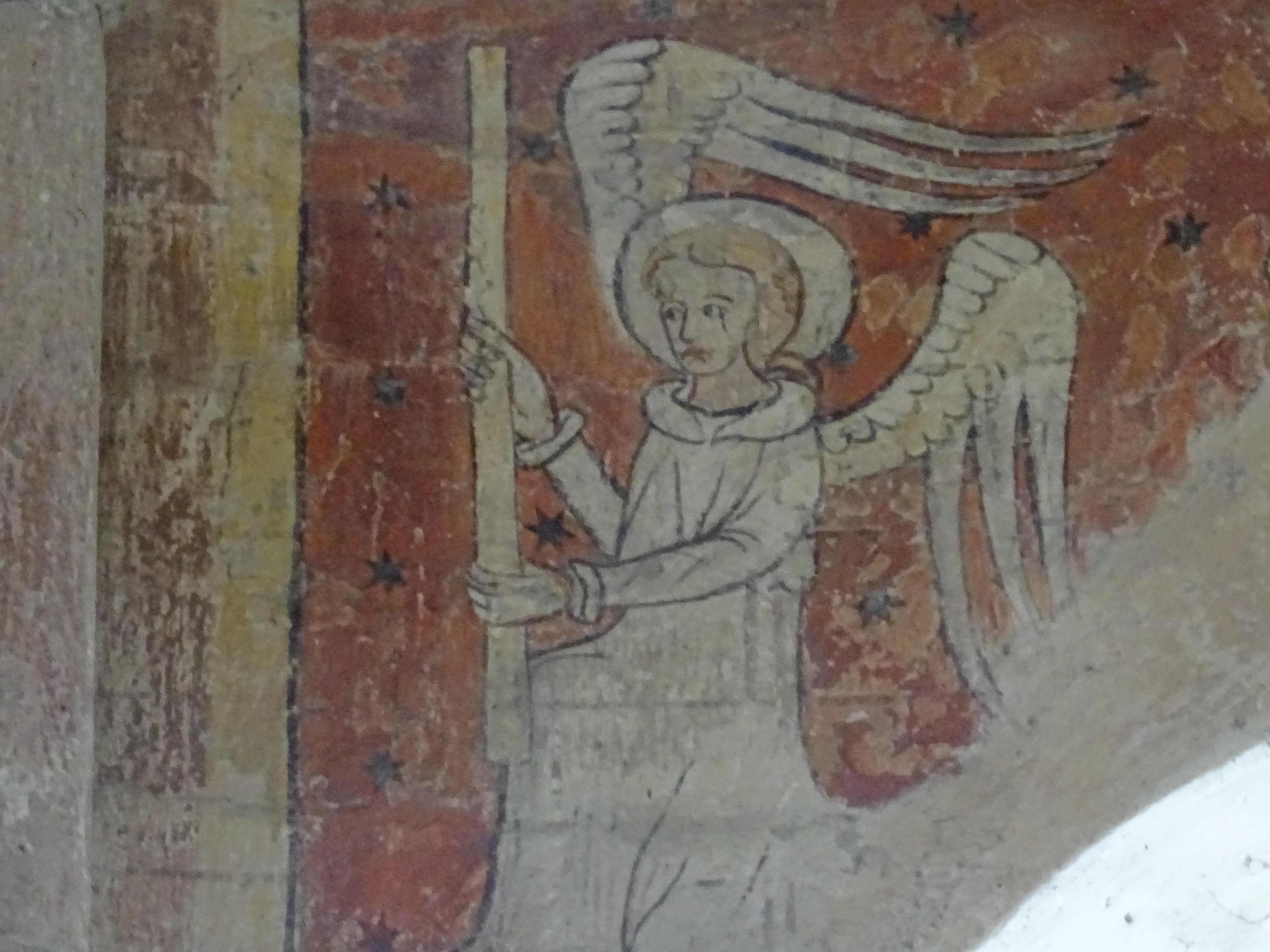
Un ange.